# Cantón de Brossac
El cantón de Brossac era una división administrativa francesa, que estaba situada en el departamento de Charente y la región de Poitou-Charentes.

## Composición
El cantón estaba formado por doce comunas:
- Boisbreteau
- Brossac
- Châtignac
- Chillac
- Guizengeard
- Oriolles
- Passirac
- Sainte-Souline
- Saint-Félix
- Saint-Laurent-des-Combes
- Saint-Vallier
- Sauvignac

## Supresión del cantón de Brossac
En aplicación del Decreto nº 2014-195 de 20 de febrero de 2014, el cantón de Brossac fue suprimido el 22 de marzo de 2015 y sus 12 comunas pasaron a formar parte; diez del nuevo cantón de Charente-Sur y dos del nuevo cantón de Tude y Lavalette.